# Herb gminy Świecie nad Osą
Herb gminy Świecie nad Osą – symbol gminy Świecie nad Osą.

## Wygląd i symbolika
Herb przedstawia na tarczy w polu czerwonym dwa żółte półksiężyce barkami do siebie, a pomiędzy nimi biały miecz z żółtą rękojeścią.